# 広島県道425号梶田三良坂線
広島県道425号梶田三良坂線（ひろしまけんどう425ごう かじたみらさかせん）は、広島県三次市を通る一般県道である。

## 概要
三次市甲奴町梶田から三次市吉舎町知和に至る。
灰塚ダム建設に伴う付け替えで終点は三次市三良坂町棗原（なつめばら）から三次市吉舎町知和に移動したが、路線名称は広島県道319号勝田吉田線や広島県道404号小谷宇津戸線のような改称は未だに行われていない。

### 路線データ
- 起点：三次市甲奴町梶田（広島県道27号吉舎油木線交点）
- 終点：三次市吉舎町知和（広島県道78号三良坂総領線交点）
- 総延長：12.93 km

## 路線状況
前半（三次市甲奴町梶田（起点） - 三次市吉舎町安田間）はJR西日本福塩線と上下川（江の川支流）に沿った狭い道だが、後半（三次市吉舎町安田 - 三次市吉舎町知和（終点）間）は灰塚ダム建設に伴う道路付け替えで改良が進められている。

### 重複区間
- 広島県道426号太郎丸吉舎線（三次市吉舎町安田）

## 地理

### 通過する自治体
- 三次市

### 交差する道路
| 交差する道路                           | 交差する場所 | 交差する場所 |
| -------------------------------------- | ------------ | ------------ |
| 広島県道27号吉舎油木線                 | 甲奴町梶田   | 起点         |
| 広島県道426号太郎丸吉舎線 重複区間起点 | 吉舎町安田   |              |
| 広島県道426号太郎丸吉舎線 重複区間終点 | 吉舎町安田   |              |
| 広島県道78号三良坂総領線               | 吉舎町知和   | 終点         |

### 交差する鉄道
- 福塩線

### 沿線
- JR西日本福塩線
  - 梶田駅 - 備後安田駅
- 灰塚ダム